# Витомскис, Янис
Янис Витомскис (латыш. Jānis Vitomskis, 28 августа 1936, Рига — 25 июня 2009, там же) — советский и латвийский шахматист и шахматный журналист, гроссмейстер ИКЧФ (2001).

## Биография
Юрист по профессии.
Воспитанник шахматной секции Рижского дворца пионеров. Занимался у Я. Крузкопа. В 1962 г. в составе АН Латвийской ССР стал победителем командного чемпионата республики (команду возглавлял Я. Клявиньш). В 1968 г. стал чемпионом Юрмалы.
Добился значительных успехов в заочных шахматах. Дважды подряд побеждал в чемпионатах Латвийской ССР по переписке (1969—1970 и 1971—1972 гг.).
В 1990 г. стал победителем 28-го чемпионата Европы.
Участвовал в 15-м чемпионате мира (1996—2002 гг.).
В составе сборной Латвии участвовал в 12-м командном чемпионате мира (заочной олимпиаде). В полуфинале (1992—1996 гг.) показал лучший результат на 2-й доске, в финале (1998—2004 гг.) стал 3-м на 1-й доске. Этот результат принес ему гроссмейстерское звание. Команда стала бронзовым призером соревнования. Также возглавлял сборную страны на следующем командном чемпионате мира.
Также занимался шахматной журналистикой. Опубликовал несколько статей по теории дебютов (о латышском гамбите и атаке Маршалла в испанской партии). В 2002 г. в соавторстве с Т. Хардингом и М. Бенедиксом выпустил компакт-диск с анализом атаки Маршалла (на английском языке).
В 1992 г. был главным редактором журнала «Балтийские шахматы» («Šahs Baltijā»), позже перешел на должность коммерческого директора. С 1998 по 2001 гг. издавал журнал «Латвийские заочные шахматы и латышский гамбит» ("Latvian Correspondence Chess & Latvian Gambit ").

## Книги
- Latvijas šaha gadagrāmata. 2007. Izdevējs LPA LiePa, 2008. ISBN 978-9984-821-44-3 (Латвийский шахматный ежегодник; в соавт. с А. Циминьшем).
- Latvijas šaha gadagrāmata. 2008/2009 (I). Izdevējs LPA LiePa, 2010. ISBN 978-9984-821-91-7 (Латвийский шахматный ежегодник; в соавт. с А. Циминьшем).
- ALVIS VĪTOLIŅŠ. Dodot gūtais neatņemams. Izdevējs LPA LiePa, 2008. ISBN 978-9984-821-18-4 (Книга о жизни А. Витолиньша; в соавт. с Я. Я. Клованом, З. Ланкой и Э. Кеньгисом).

## Основные спортивные результаты
| Год       | Соревнование                                                                        | +  | − | = | Результат | Место      |
| --------- | ----------------------------------------------------------------------------------- | -- | - | - | --------- | ---------- |
| 1969—1970 | Чемпионат Латвийской ССР по переписке                                               |    |   |   |           | 1          |
| 1971—1972 | Чемпионат Латвийской ССР по переписке                                               |    |   |   |           | 1          |
| 1987—1988 | Чемпионат Латвийской ССР по переписке                                               | 5  | 4 | 6 | 8 из 15   | 8—9        |
| 1987—1990 | 28-й чемпионат Европы по переписке                                                  | 9  | 2 | 3 | 10½ из 14 | 1          |
| 1989—1996 | ¾ финала 15-го чемпионата мира                                                      | 10 | 1 | 5 | 12½ из 16 | 2          |
| 1992—1998 | Полуфинал 12-го командного чемпионата мира по переписке (сборная Латвии, 2-я доска) | 9  | 0 | 2 | 10 из 11  | 1 на доске |
| 1996—2002 | 15-й чемпионат мира по переписке                                                    | 2  | 8 | 5 | 4½ из 15  | 12—13      |
| 1998—2004 | 12-й командный чемпионат мира по переписке (сборная Латвии, 1-я доска)              | 3  | 0 | 8 | 7 из 11   | 3 на доске |
| 2004—2008 | 13-й командный чемпионат мира по переписке (сборная Латвии, 1-я доска)              | 2  | 2 | 6 | 5 из 10   |            |